# Palacio Moro Lin (San Polo)
El palacio Moro Lin, también conocido como palacio Morolin Michiel Olivo, es un palacio veneciano situado en el distrito de San Polo .

## Historia
El edificio, junto con el Palacio Moro Lin del mismo nombre en San Marcos, perteneció a la familia Moro Lin,, una de las familias patricias más antiguas de Venecia, que se dedicaba al comercio con Holanda, España y la India y fue admitida en el Maggior Consiglio en 1297.
En la actualidad, el edificio es propiedad privada.

## Descripción
Se trata de un antiguo edificio gótico dividido en tres plantas: pé pian (planta baja), soler nobile (segundo piso) y soler ático (tercer piso). En el pé pian, en la fachada del edificio que da al río de San Polo, hay tres accesos al canal ( porte da mar ) . La puerta principal es de arco de medio punto y está situada en el centro, mientras que las dos puertas laterales son más pequeñas y con arquitrabes, cumpliendo originalmente una función de servicio..
En el soler pian se observa una promiscuidad de elementos arquitectónicos: en el lateral está la ventana lombarda con paterae y transennae policromadas, mientras que en el centro de la fachada principal se encuentra la ventana renacentista de cuatro luces y arcos de medio punto, flanqueada a ambos lados por ventanas arcaicas de una sola luz. El conjunto se completa con dos redondeles al final del rosetón típico.
En el lado de la calle Moro Lin y adyacente al Patio Moro Lin, se puede ver una antica ventana apuntada de tres luces fuera del gran patio interior.  

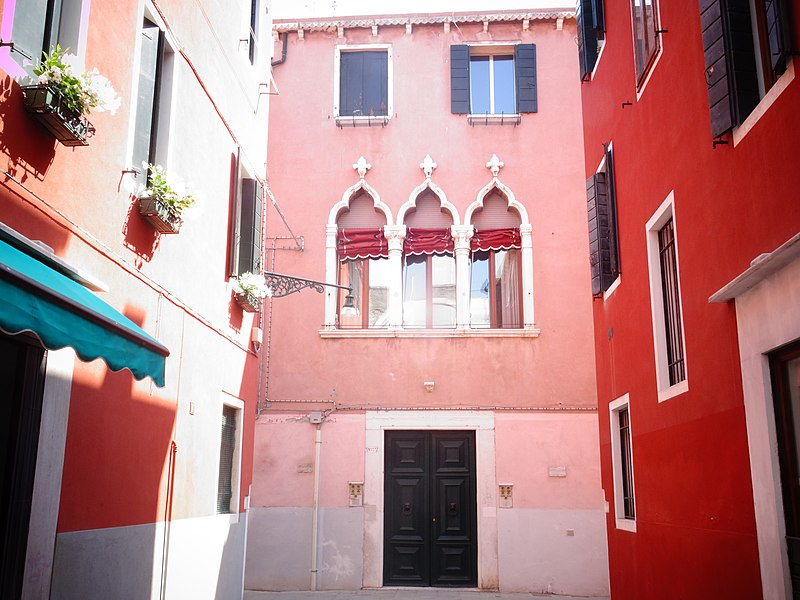
Fachada del edificio de la calle Moro Lin

1. ↑  AB. «Famiglia Lin | Conoscere Venezia».
2. ↑  AB. «Corte Morolin a San Polo (San Polo) | Conoscere Venezia».
3. ↑  Brusegan, Marcello (2005). La grande guida dei monumenti di Venezia : storia, arte, segreti, leggende, curiosità (1. ed edición). Newton & Compton. ISBN 88-541-0475-2. OCLC 62780616.

## Artículos relacionados
- Lin (familia)
- Palacio Moro Lin (San Marco)

- Datos: Q58389270
- Multimedia: Palazzo Morolin Michiel Olivo (Venice) / Q58389270